# Красноармейский (Свердловская область)
Красноармейский — посёлок в Свердловской области России, административно подчинённый городу Асбесту. Входит в Асбестовский муниципальный округ.

## География
Посёлок располагается в истоке реки Островной, в 9 километрах на запад от города Асбеста.

## История
Решением Свердловского облисполкома № 265-а от 24.07.1984 г. зарегистрирован и передан Асбестовскому горсовету вновь возникший населённый пункт. Указом Президиума Верховного Совета РСФСР от 18.03.1985 г. населённому пункту, возникшему при подсобном хозяйстве автотранспортного предприятия присвоено наименование — посёлок Красноармейский.

## Население
| 2002 | 2010 |
| ---- | ---- |
| 361  | ↗490 |